# Åke Kling
Åke Knut Kling, född 26 augusti 1924, död 1 december 2001 i Sandviken, var en svensk fotbollsspelare (centerhalv).
Kling, som gick under smeknamnet "Klingen", representerade Sandvikens IF, och debuterade för klubben i Allsvenskan 1942/1943. Han spelade för Sandviken i sammanlagt tre allsvenska sejourer, 1942/1943–1943/1944, 1953/1954 och 1955/1956–1956/1957. Sammanlagt gjorde han 64 allsvenska matcher (4 mål) för klubben.
Kling beskrivs som en svårpasserad, lugn och säker centerhalv, som på grund av sin skicklighet i positionsspelet ibland kunde verka långsam. Han var duktig på huvudet och var specialist på straffar och frisparkar.